# Torfowisko Reptowo
Torfowisko Reptowo este o arie protejată (sit de importanță comunitară — SCI) din Polonia întinsă pe o suprafață de 605,55 ha, integral pe uscat.

## Localizare
Centrul sitului Torfowisko Reptowo este situat la coordonatele 53°23′03″N 14°50′15″E / 53.3841°N 14.8375°E.

## Înființare
Situl Torfowisko Reptowo a fost declarat sit de importanță comunitară în octombrie 2009 pentru a proteja 2 specii de animale.

## Biodiversitate
Situată în ecoregiunea continentală, aria protejată conține 3 habitate naturale: Mlaștini oligotrofe degradate, capabile încă de regenerare naturală, Păduri de stejar sau de stejar și carpen sub-atlantice și medio-europene de Carpinion betuli, Mlaștini împădurite.
La baza desemnării sitului se află mai multe specii protejate:
- mamifere (1): lupul (Canis lupus)
- nevertebrate (1): libelule (Leucorrhinia pectoralis)